# Snub

Două copii chirale ale cubului snub, ca vârfuri alternate (roșii sau verzi) ale cuboctaedrului trunchiat

În geometrie, snub este o operație aplicată unui poliedru. Termenul provine din numele date de Kepler la două poliedre arhimedice: cubul snub (cubus simus) și dodecaedrul snub (dodecaedron simum). În general, snuburile au simetrie chirală cu două forme: cu orientare în sensul acelor de ceasornic sau în sens invers acelor de ceasornic. După numele lui Kepler, un snub poate fi văzut ca o expandare a unui poliedru regulat: deplasarea fețelor, răsucirea lor în jurul centrelor lor, adăugarea de poligoane noi centrate pe vârfurile originale și adăugarea de perechi de triunghiuri care se încadrează între marginile originale.
Terminologia a fost generalizată de Coxeter, cu o definiție ușor diferită, pentru o gamă mai largă de politopuri uniforme.

## Snubul Conway
John Conway a explorat operatorii poliedrici generalizați, definind ceea ce acum se numește acum notația Conway a poliedrelor, care poate fi aplicată poliedrelor și pavărilor. Conway numește operația așa cum a fost definită de Coxeter semisnub.
În această notație, operatorul snub (s) este definit de operatorii dual (d) și giro (g) drept s = dg și este echivalent cu o alternare a unei trunchieri a operatorului ambo. Notația Conway evită operația de alternare (half) a lui Coxeter, deoarece se aplică numai la poliedre cu fețe poligonale cu un număr par de laturi.
| Forme pentru snub | Poliedre  | Poliedre        | Poliedre                 | Pavări euclidiene | Pavări euclidiene                          | Pavări hiperbolice                                       |
| ----------------- | --------- | --------------- | ------------------------ | ----------------- | ------------------------------------------ | -------------------------------------------------------- |
| Nume              | Tetraedru | Cub or octaedru | Icosaedru sau dodecaedru | Pavare pătrată    | Pavare hexagonală sau Pavare triunghiulară | Pavare heptagonală sau Pavare triunghiulară de ordinul 7 |
| Imagini           |           |                 |                          |                   |                                            |                                                          |
| Notația Conway    | sT        | sC = sO         | sI = sD                  | sQ                | sH = sΔ                                    | sΔ7                                                      |
| Imagini           |           |                 |                          |                   |                                            |                                                          |

În 4 dimensiuni Conway propune că 24-celule snub ar trebui numit 24-celule semisnub, deoarece, spre deosebire de poliedrele snub tridimensionale, sunt forme omnitrunchiate alternate, nu este un 24-celule omnitrunchiat alternat. În schimb, este de fapt un 24-celule trunchiat alternat.

## Snubul Coxeter, regulat și cvasiregulat

Un cub snub poate fi construit dintr-un rombicuboctaedru prin rotirea celor 6 fețe pătrate albastre până când cele 12 fețe pătrate albe devin perechi de fețe triunghiulare echilaterale

Terminologia lui Coxeter este ușor diferită, înseamnând o trunchiere alternată, obținâmd cubul snub ca un cuboctaedru snub, iar dodecaedrul snub ca un icosidodecaedru snub. Această definiție este utilizată în denumirile a două poliedre Johnson: bisfenoidul snub și antiprisma pătrată snub, precum și în politopuri din dimensiuni superioare, cum ar fi 4-dimensionalul 24-celule snub, cu simbolul Schläfli extins s{3,4,3} și diagrama Coxeter .
Un poliedru regulat (sau pavare), cu simbolul Schläfli {\displaystyle {\begin{Bmatrix}p,q\end{Bmatrix}}}, și diagrama Coxeter  are trunchierea definită ca {\displaystyle t{\begin{Bmatrix}p,q\end{Bmatrix}}} și , și are snubul definit ca trunchierea alternată {\displaystyle ht{\begin{Bmatrix}p,q\end{Bmatrix}}=s{\begin{Bmatrix}p,q\end{Bmatrix}}} și . Această construcție alternată necesită ca q să fie par.
Un poliedru cvasiregulat, cu simbolul Schläfli {\displaystyle {\begin{Bmatrix}p\\q\end{Bmatrix}}} sau r{p,q} și diagrama Coxeter  sau , are trunchierea cvasiregulată definită ca {\displaystyle t{\begin{Bmatrix}p\\q\end{Bmatrix}}} sau tr{p,q} și  sau  și are snubul cvasiregulat definit ca rectificarea trunchiată alternată {\displaystyle ht{\begin{Bmatrix}p\\q\end{Bmatrix}}=s{\begin{Bmatrix}p\\q\end{Bmatrix}}} or htr{p,q} = sr{p,q} și  sau .
|                  | Sămânță | Rectificat r                                                 | Trunchiat t                                                    | Alternat h                                                                                                  |
| Nume             | Cub     | Cuboctaedru Cub rectificat                                   | Cuboctaedru trunchiat Cub cantitrunchiat                       | Cuboctaedru snub Cub rectificat snub                                                                        |
| Notația Conway   | C       | CO rC                                                        | tCO trC or trO                                                 | htCO = sCO htrC = srC                                                                                       |
| Simbol Schläfli  | {4,3}   | {\displaystyle {\begin{Bmatrix}4\\3\end{Bmatrix}}} or r{4,3} | {\displaystyle t{\begin{Bmatrix}4\\3\end{Bmatrix}}} or tr{4,3} | {\displaystyle ht{\begin{Bmatrix}4\\3\end{Bmatrix}}=s{\begin{Bmatrix}4\\3\end{Bmatrix}}} htr{4,3} = sr{4,3} |
| Diagramă Coxeter |         | sau                                                          | sau                                                            | sau |
| Imagine          |         |                                                              |                                                                | |

De exemplu, cubul snub al lui Kepler este obținut din cuboctaedrul cvasiregulat, cu un simbol Schläfli vertical {\displaystyle {\begin{Bmatrix}4\\3\end{Bmatrix}}} și diagrama Coxeter , iar așa este mai explicit numit cuboctaedru snub, exprimat de un simbol Schläfli vertical {\displaystyle s{\begin{Bmatrix}4\\3\end{Bmatrix}}} și o diagramă Coxeter . Cuboctaedrul snub este alternarea cuboctaedrului trunchiat, {\displaystyle t{\begin{Bmatrix}4\\3\end{Bmatrix}}} și .
Poliedrele regulate cu fețe cu un număr par de vârfuri pot fi, de asemenea, snubate ca trunchieri alternate, cum ar fi octaedru snub, așa cum {\displaystyle s{\begin{Bmatrix}3,4\end{Bmatrix}}}, , este alternarea octaedrului trunchiat, {\displaystyle t{\begin{Bmatrix}3,4\end{Bmatrix}}} și .. Octaedru snub reprezintă pseudoicosaedrul, un icosaedru regulat cu simetrie piritoedrică.
Tetratetraedrul snub, ca {\displaystyle s{\begin{Bmatrix}3\\3\end{Bmatrix}}} și , este alternarea formei cu simetrie tetraedică, trunchiate, {\displaystyle t{\begin{Bmatrix}3\\3\end{Bmatrix}}} și .
|                  | Sămânță  | Trunchiat t        | Alternat h       |
| Nume             | Octaedru | Octaedru trunchiat | Octaedru snub    |
| Notația Conway   | O        | tO                 | htO or sO        |
| Simbol Schläfli  | {3,4}    | t{3,4}             | ht{3,4} = s{3,4} |
| Diagramă Coxeter |          |                    |                  |
| Imagine          |          |                    |                  |

Operația snub definită de Coxeter permite să se definească n-antiprismele ca {\displaystyle s{\begin{Bmatrix}2\\n\end{Bmatrix}}} sau {\displaystyle s{\begin{Bmatrix}2,2n\end{Bmatrix}}}, bazate pe n-prismele {\displaystyle t{\begin{Bmatrix}2\\n\end{Bmatrix}}} or {\displaystyle t{\begin{Bmatrix}2,2n\end{Bmatrix}}}, unde {\displaystyle {\begin{Bmatrix}2,n\end{Bmatrix}}} este un n-hosoedru regulat, un poliedru degenerat, dar o pavare validă a sferei cu fețe în formă de digoane sau lentile.
| Imagine           |                                                             |                                                             |                                                             |                                                             |                                                             |                                                             |                                                                   |                                                                   |
| Diagrame Coxeter  | ·                                                           | ·                                                           | ·                                                           | ·                                                           | ·                                                           | ·                                                           | ... · ...                                                         | ·                                                                 |
| SimboluriSchläfli | s{2,4}                                                      | s{2,6}                                                      | s{2,8}                                                      | s{2,10}                                                     | s{2,12}                                                     | s{2,14}                                                     | s{2,16}...                                                        | s{2,∞}                                                            |
| SimboluriSchläfli | sr{2,2} {\displaystyle s{\begin{Bmatrix}2\\2\end{Bmatrix}}} | sr{2,3} {\displaystyle s{\begin{Bmatrix}2\\3\end{Bmatrix}}} | sr{2,4} {\displaystyle s{\begin{Bmatrix}2\\4\end{Bmatrix}}} | sr{2,5} {\displaystyle s{\begin{Bmatrix}2\\5\end{Bmatrix}}} | sr{2,6} {\displaystyle s{\begin{Bmatrix}2\\6\end{Bmatrix}}} | sr{2,7} {\displaystyle s{\begin{Bmatrix}2\\7\end{Bmatrix}}} | sr{2,8}... {\displaystyle s{\begin{Bmatrix}2\\8\end{Bmatrix}}}... | sr{2,∞} {\displaystyle s{\begin{Bmatrix}2\\\infty \end{Bmatrix}}} |
| Notația Conway    | A2 = T                                                      | A3 = O                                                      | A4                                                          | A5                                                          | A6                                                          | A7                                                          | A8...                                                             | A∞                                                                |

Același proces se aplică pavărilor snub:
| Pavare triunghiulară Δ | Pavare triunghiulară trunchiată tΔ | Pavare triunghiulară snub htΔ = sΔ |
| ---------------------- | ---------------------------------- | ---------------------------------- |
| {3,6}                  | t{3,6}                             | ht{3,6} = s{3,6}                   |
|                        |                                    |                                    |
|                        |                                    |                                    |

### Exemple
| Spațiu           | Sferic | Sferic | Euclidian | Hiperbolic | Hiperbolic | Hiperbolic | Hiperbolic | Hiperbolic |
| ---------------- | ------ | ------ | --------- | ---------- | ---------- | ---------- | ---------- | ---------- |
| Imagine          |        |        |           |            |            |            |            |            |
| Diagramă Coxeter |        |        |           |            |            |            |            | ...        |
| Simbol Schläfli  | s{2,4} | s{3,4} | s{4,4}    | s{5,4}     | s{6,4}     | s{7,4}     | s{8,4}     | s{∞,4}     |

| Notația Conway   | Sferic                                              | Sferic                                              | Sferic                                              | Sferic                                              | Euclidian                                           | Hiperbolic                                          | Hiperbolic                                          | Hiperbolic                                                |
| ---------------- | --------------------------------------------------- | --------------------------------------------------- | --------------------------------------------------- | --------------------------------------------------- | --------------------------------------------------- | --------------------------------------------------- | --------------------------------------------------- | --------------------------------------------------------- |
| Imagine          |                                                     |                                                     |                                                     |                                                     |                                                     |                                                     |                                                     |                                                           |
| Diagramă Coxeter |                                                     |                                                     |                                                     |                                                     |                                                     |                                                     |                                                     | ...                                                       |
| Simbol Schläfli  | sr{2,3}                                             | sr{3,3}                                             | sr{4,3}                                             | sr{5,3}                                             | sr{6,3}                                             | sr{7,3}                                             | sr{8,3}                                             | ... sr{∞,3}                                               |
| Simbol Schläfli  | {\displaystyle s{\begin{Bmatrix}2\\3\end{Bmatrix}}} | {\displaystyle s{\begin{Bmatrix}3\\3\end{Bmatrix}}} | {\displaystyle s{\begin{Bmatrix}4\\3\end{Bmatrix}}} | {\displaystyle s{\begin{Bmatrix}5\\3\end{Bmatrix}}} | {\displaystyle s{\begin{Bmatrix}6\\3\end{Bmatrix}}} | {\displaystyle s{\begin{Bmatrix}7\\3\end{Bmatrix}}} | {\displaystyle s{\begin{Bmatrix}8\\3\end{Bmatrix}}} | {\displaystyle s{\begin{Bmatrix}\infty \\3\end{Bmatrix}}} |
| Notație Conway   | A3                                                  | sT                                                  | sC sau sO                                           | sD sau sI                                           | sΗ sau sΔ                                           |                                                     |                                                     |                                                           |

| Spațiu           | Sferic                                              | Sferic                                              | Euclidian                                           | Hiperbolic                                          | Hiperbolic                                          | Hiperbolic                                          | Hiperbolic                                          | Hiperbolic                                                |
| ---------------- | --------------------------------------------------- | --------------------------------------------------- | --------------------------------------------------- | --------------------------------------------------- | --------------------------------------------------- | --------------------------------------------------- | --------------------------------------------------- | --------------------------------------------------------- |
| Imagine          |                                                     |                                                     |                                                     |                                                     |                                                     |                                                     |                                                     |                                                           |
| Diagramă Coxeter |                                                     |                                                     |                                                     |                                                     |                                                     |                                                     |                                                     | ...                                                       |
| Simbol Schläfli  | sr{2,4}                                             | sr{3,4}                                             | sr{4,4}                                             | sr{5,4}                                             | sr{6,4}                                             | sr{7,4}                                             | sr{8,4}                                             | ...sr{∞,4}                                                |
| Simbol Schläfli  | {\displaystyle s{\begin{Bmatrix}2\\4\end{Bmatrix}}} | {\displaystyle s{\begin{Bmatrix}3\\4\end{Bmatrix}}} | {\displaystyle s{\begin{Bmatrix}4\\4\end{Bmatrix}}} | {\displaystyle s{\begin{Bmatrix}5\\4\end{Bmatrix}}} | {\displaystyle s{\begin{Bmatrix}6\\4\end{Bmatrix}}} | {\displaystyle s{\begin{Bmatrix}7\\4\end{Bmatrix}}} | {\displaystyle s{\begin{Bmatrix}8\\4\end{Bmatrix}}} | {\displaystyle s{\begin{Bmatrix}\infty \\4\end{Bmatrix}}} |
| Notația Conway   | A4                                                  | sC sau sO                                           | sQ                                                  |                                                     |                                                     |                                                     |                                                     |                                                           |

### Poliedre neuniforme snub
Poliedrele neuniforme cu toate fețele având un număr par de vârfuri pot fi snubate, inclusiv unele seturi infinite; de exemplu:
|                            |
| Bipiramidă pătrată snub    |
|                            |
| Bipiramidă hexagonală snub |

|  |

| Imagine         |                                                               |                                                               |                                                               | ...                                                              |
| Simbol Schläfli | ss{2,4}                                                       | ss{2,6}                                                       | ss{2,8}                                                       | ss{2,10}...                                                      |
| Simbol Schläfli | ssr{2,2} {\displaystyle ss{\begin{Bmatrix}2\\2\end{Bmatrix}}} | ssr{2,3} {\displaystyle ss{\begin{Bmatrix}2\\3\end{Bmatrix}}} | ssr{2,4} {\displaystyle ss{\begin{Bmatrix}2\\4\end{Bmatrix}}} | ssr{2,5}... {\displaystyle ss{\begin{Bmatrix}2\\5\end{Bmatrix}}} |

### Poliedrele stelate uniforme snub (Coxeter)
Poliedrele stelate snub se construiesc pe baza triunghiurilor Schwarz (p q r), cu unghiurile reflexiilor ordonate rațional, iar toate oglinzile sunt active și alternate.
| · s{3/2,3/2} · | · s{(3,3,5/2)} ·   | · sr{5,5/2} · | · s{(3,5,5/3)} · | · sr{5/2,3} ·  |
| · sr{5/3,5} ·  | · s{(5/2,5/3,3)} · | · sr{5/3,3} · | s{(3/2,3/2,5/2)} | · s{3/2,5/3} · |

### Politopuri și faguri snub din dimensiuni superioare (Coxeter)
În general, un 4-politop regulat cu simbolul Schläfli {\displaystyle {\begin{Bmatrix}p,q,r\end{Bmatrix}}}, și diagrama Coxeter , are snubul cu simbolul Schläfli extins {\displaystyle s{\begin{Bmatrix}p,q,r\end{Bmatrix}}} și .
Un 4-politop rectificat {\displaystyle {\begin{Bmatrix}p\\q,r\end{Bmatrix}}} = r{p,q,r}, și  are simbolul snubului {\displaystyle s{\begin{Bmatrix}p\\q,r\end{Bmatrix}}} = sr{p,q,r} și .

### Exemple

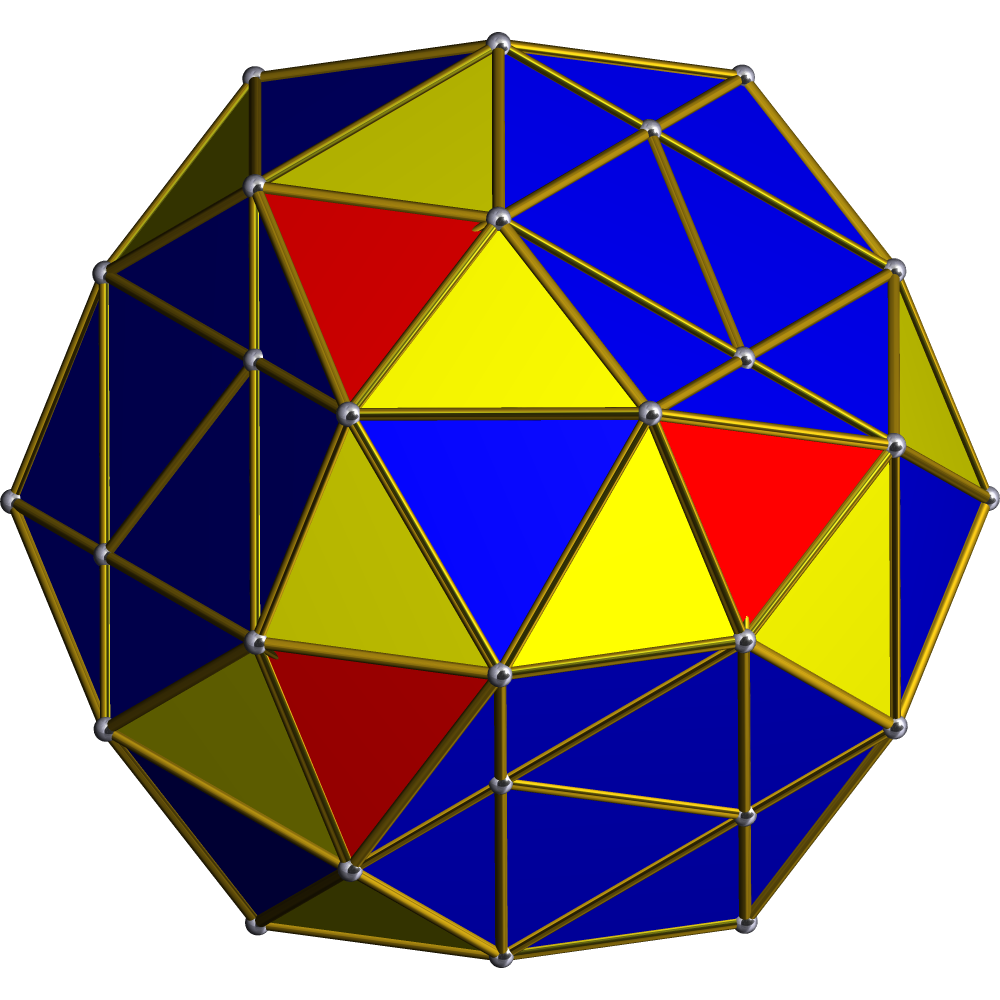
Proiecție ortogonală a 24-celule snub

Există un singur 4-politop convex uniform snub, 24-celule snub. 24-celule regulat are simbolul Schläfli {\displaystyle {\begin{Bmatrix}3,4,3\end{Bmatrix}}} și diagrama Coxeter , iar 24-celule snub este reprezentat de {\displaystyle s{\begin{Bmatrix}3,4,3\end{Bmatrix}}} și diagrama Coxeter diagram . El are și o construcție cu o simetrie indice 6 ca {\displaystyle s\left\{{\begin{array}{l}3\\3\\3\end{array}}\right\}} sau s{31,1,1} și , și o subsimetrie indice 3 ca {\displaystyle s{\begin{Bmatrix}3\\3,4\end{Bmatrix}}} sau sr{3,3,4} și  sau .
Fagurele 24-celule snub asociat poate fi văzut ca {\displaystyle s{\begin{Bmatrix}3,4,3,3\end{Bmatrix}}} sau s{3,4,3,3} și , iar cu simetrie mai mică {\displaystyle s{\begin{Bmatrix}3\\3,4,3\end{Bmatrix}}} sau sr{3,3,4,3} și  sau , iar cu o formă cu simetrie mai mică ca {\displaystyle s\left\{{\begin{array}{l}3\\3\\3\\3\end{array}}\right\}} sau s{31,1,1,1} și .
Un fagure euclidian este un fagurele sleb hexagonal alternat, s{2,6,3} și  sau sr{2,3,6} și  sau sr{2,3[3]} și .
Alt fagure euclidian (scaliform) este fagurele sleb pătrat alternat, s{2,4,4} și  sau sr{2,41,1} și :
Unicul fagure uniform hiperbolic snub este fagurele pavare hexagonală snub, ca s{3,6,3} și , care poate fi construit și ca un fagure pavare hexagonală alternată, h{6,3,3}, . El poate fi construit și ca s{3[3,3]} și .
Alt fagure hiperbolic (scaliform) este fagurele octaedric snub de ordinul 4, s{3,4,4} și .